# Caupolicán
Caupolicán, död 1558, var en mapucheledare i Chile i kriget mot spanjorerna, konflikten Araucokriget.
Han var tillsammans med Lautaro mapuchefolkets viktigaste ledare som stod emot de spanska conquistadorerna.
Asteroiden 1974 Caupolican är uppkallad efter honom.